# جبل متطوي

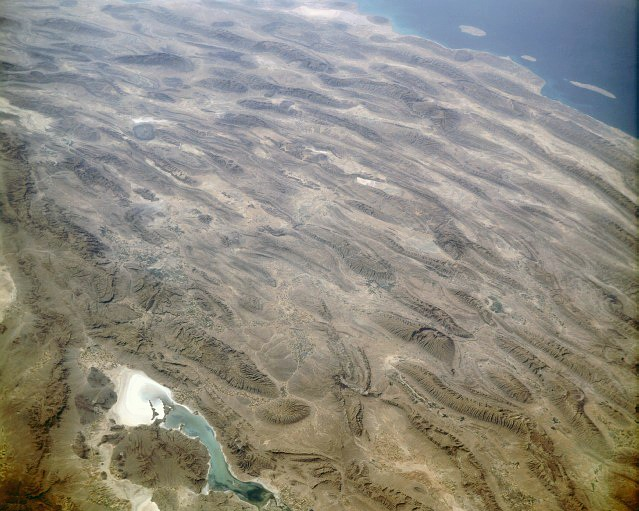
صورة مُلتقطة من الفضاء لجبال زاغروس في 1992.

الجبل المتطوي أو الجبل الإلتوائي (بالإنجليزية: Fold mountains)‏، هي جبال تشكلت في معظمها من رواسب بحرية مضغوطة ومطوية عند تصادم صفيحتين تكتونيتين، أو إحداهما محيطية والأخرى قارية. وهو شكل ينشأ عن التثني في طبقات الأرض، مثال ذلك أن قشرة الأرض المنبسطة يقع عليها الضغط من جانبيها، فتنحصر الطبقة بينهما وينتج عن ذلك أن الطبقة تضيق بالوضع الذي هي فيه، تريد أن تنكمش فلا تستطيع، وإذاً فهي تنثني وتظهر فيها طية أو طيات تماماً كالذي يحدث في السجادة، تدفعها أفقياً من طرفيها فتظهر فيها الثنية من بعد الثنية، والطية الحادثة ترتفع عن مستوى السجادة وهكذا هي في الصخر، ترتفع عن سطح الأرض فتظهر كالقبة، ويسمى الجبل الناشئ بالجبل المتطوي أي الذي لو كشفت عن باطنه لوجدته يتألف من طية في الصخر من بعد طية. ومن أمثلة ذلك جبال الأطلس في المغرب، وجبال الألب في سويسرا وجبال الأورال في روسيا.